# Extremos de una función

Extremos de una función.

En matemáticas, los máximos y mínimos de una función, conocidos colectivamente como extremos de una función, son los valores más grandes (máximos) o más pequeños (mínimos), que toma una función en un punto situado ya sea dentro de una región en particular de la curva (extremo local o relativo) o en el dominio de la función en su totalidad (extremo global o absoluto). De manera más general, los máximos y mínimos de un conjunto (como se define en teoría de conjuntos) son los elementos mayor y menor en el conjunto, cuando existen. El localizar valores extremos es el objetivo básico de la optimización matemática.

## Extremos relativos o locales
Sea {\displaystyle f:A\subset \mathbb {R} ^{n}\longrightarrow \mathbb {R} }, sea {\displaystyle x_{0}\in A} y sea {\displaystyle P=\,(x_{0},f(x_{0}))} un punto perteneciente a la gráfica de la función.
Se dice que {\displaystyle P} es un máximo local de {\displaystyle f} si existe un entorno reducido de centro {\displaystyle x_{0}}, en símbolos {\displaystyle {E'(x_{0})}}, donde para todo elemento {\displaystyle x} de {\displaystyle E'(x_{0})\subset A} se cumple {\displaystyle f(x)\leq f(x_{0})}. Para que esta propiedad posea sentido estricto debe cumplirse {\displaystyle f(x)<f(x_{0})}.
Análogamente se dice que el punto {\displaystyle P} es un mínimo local de {\displaystyle f} si existe un entorno reducido de centro {\displaystyle x_{0}}, en símbolos {\displaystyle {E'(x_{0})}}, donde para todo elemento {\displaystyle x} de {\displaystyle {E'(x_{0})}} se cumple {\displaystyle f(x)\geq f(x_{0})}.

## Extremos absolutos o globales
Sea {\displaystyle f:A\subset \mathbb {R} ^{n}\longmapsto \mathbb {R} }, sea {\displaystyle x_{0}\in A} y sea {\displaystyle P=\,(x_{0},f(x_{0}))} un punto perteneciente a la gráfica de la función.
Se dice que P es un máximo absoluto de f si, para todo x distinto de {\displaystyle x_{0}} perteneciente al subconjunto A, su imagen es menor o igual que la de {\displaystyle x_{0}}. Esto es:

{\displaystyle P\,(x_{0},f(x_{0}))} máximo absoluto de {\displaystyle f\iff \forall x\neq x_{0},x\in A,f(x_{0})\geq f(x)}.

Análogamente, P es un mínimo absoluto de f si, para todo x distinto de {\displaystyle x_{0}} perteneciente al subconjunto A, su imagen es mayor o igual que la de {\displaystyle x_{0}}. Esto es:
{\displaystyle P\,(x_{0},f(x_{0}))} mínimo absoluto de {\displaystyle f\iff \forall x\neq x_{0},x\in A,f(x_{0})\leq f(x)}.

## Cálculo de extremos locales

### Funciones diferenciables de una variable
Dada una función suficientemente diferenciable {\displaystyle f:A\subset \mathbb {R} \longrightarrow \mathbb {R} }, definida en un intervalo abierto de {\displaystyle \mathbb {R} }, el procedimiento para hallar los extremos de esta función es muy sencillo:
1. Se halla la primera derivada de {\displaystyle f\rightarrow f'(x)}...
2. Se halla la segunda derivada de {\displaystyle f\rightarrow f''(x)}
3. Se iguala la primera derivada a 0: {\displaystyle f'(x)=0\,}
4. Se despeja la variable independiente y se obtienen todos los valores posibles de la misma: {\displaystyle X={\big \{}x_{1},x_{2},...,x_{n}|f'(x_{i})=0\quad \forall i=1,2,...,n{\big \}}}.
5. Se halla la imagen de cada {\displaystyle x_{i}\,}sustituyendo la variable independiente en la función.
6. Ahora, en la segunda derivada, se sustituye cada {\displaystyle x_{i}\,}:
  1. Si {\displaystyle f''(x_{i})<0\,}, se tiene un máximo en el punto {\displaystyle M(x_{i},f(x_{i}))\,}.
  2. Si {\displaystyle f''(x_{i})>0\,}, se tiene un mínimo en el punto {\displaystyle m(x_{i},f(x_{i}))\,}.
  3. Si {\displaystyle f''(x_{i})=0\,}, debemos sustituir {\displaystyle x_{i}\,} en las sucesivas derivadas hasta sea distinto de cero. Cuando se halle la derivada para la que {\displaystyle x_{i}\,} no sea nulo, hay que ver qué derivada es:
    1. Si el orden de la derivada es par, se trata de un extremo local; un máximo si {\displaystyle f^{n}\,(x_{i})<0\,} y un mínimo si {\displaystyle f^{n}\,(x_{i})>0\,}
    2. Si el orden de la derivada es impar, se trata de un punto de inflexión, pero no de un extremo.

### Ejemplo
Sea {\displaystyle f(x)=x^{3}-12x^{2}+45x-30\,}. Hallar sus extremos locales y sus puntos de inflexión. Dada la función {\displaystyle f(x)=x^{3}-12x^{2}+45x-30\,}, se tiene que:
{\displaystyle f'\,(x)=3x^{2}-24x+45}
{\displaystyle f''\,(x)=6x-24}
{\displaystyle f'''\,(x)=6}
- Extremos:

{\displaystyle f'\,(x)=3x^{2}-24x+45=0\iff x\in {\big \{}3,5{\big \}}}
{\displaystyle f''\,(3)=6\cdot 3-24=-6<0\Rightarrow } existe un máximo en {\displaystyle M\,(3,f(3))\rightarrow M\,(3,24)}.
{\displaystyle f''(5)=6\cdot 5-24=6>0\Rightarrow } existe un mínimo en {\displaystyle m\,(5,f(5))\rightarrow m\,(5,20)}.
- Puntos de inflexión

{\displaystyle f''(x)=6x-24=0\iff x=4}.
{\displaystyle f'''(4)=6\neq 0\Rightarrow } existe un punto de inflexión en {\displaystyle P\,(4,f(4))\rightarrow P\,(4,22)}.

### Funciones diferenciables denvariables
Dada una función de n variables, un extremo requiere calcular el gradiente. Por ejemplo la función {\displaystyle f:\mathbb {R} ^{2}\to \mathbb {R} }, dada por {\displaystyle (x,y)\mapsto f(x,y)=x^{2}-2ax+a^{2}+y^{2}}, nótese que la función puede escribirse equivalentemente como suma de dos funciones estrictamente positivas {\displaystyle f(x,y)=(x-a)^{2}+y^{2}} minimizando los términos por separado es obvio que para {\displaystyle (x,y)=(a,0)} se tiene un mínimo. El procedimiento estándar cuando los mínimos no son evidentes a simple vista consiste en calcular la matriz jacobiana (que en este caso coincide con el gradiente):

{\displaystyle [{\text{D}}f(x,y)]=\left[{\frac {\partial f}{\partial x}},{\frac {\partial f}{\partial y}}\right]=[2(x-a),2y]}

Por lo tanto, para alcanzar un mínimo se requeriría {\displaystyle 2(x-a)=0,\ 2y=0}; es decir, precisamente la solución {\displaystyle x=a,\ y=0}.

## Extremos condicionados
Un problema de extremos condicionados consiste en buscar un extremo de una función no sobre cualquier punto de su dominio sino sobre un subconjunto del dominio de la función que puede expresarse como variedad diferenciable. Más concretamente consiste en encontrar un máximo (o un mínimo) sujeto a la condición de que el punto donde se produce pertenezca a un cierto conjunto:

{\displaystyle \max _{x\in S}f(x),\qquad \left(\min _{x\in S}f(x)\right);\qquad {\mbox{con}}\ S:=\{x|g(x)=0\}\subset \mathbb {R} ^{n}}

Este tipo de problemas aparece en numerosas aplicaciones prácticas tanto en ciencias físicas como en economía, por ejemplo. Para resolver este tipo de problemas se usa el método de los multiplicadores de Lagrange.